# Cis coriarius
Cis coriarius es una especie de coleóptero de la familia Ciidae.

## Distribución geográfica
Habita en Sri Lanka.